# Medal Pamiątkowy Kampanii Włoskiej
Medal Pamiątkowy Kampanii Włoskiej (fr. Médaille commémorative de la campagne d'Italie) – francuskie odznaczenie wojskowe ustanowione przez prezydenta Francji Vincenta Auriola dla uhonorowania oficerów i żołnierzy Francuskiego Korpusu Ekspedycyjnego walczącego we Włoszech w latach 1943 – 1944.

## Historia
Odznaczenie zostało ustanowione ustawą z dnia 1 kwietnia 1953 roku dla wyróżnienia oficerów i żołnierzy służących we Francuskim Korpusie Ekspedycyjnym, którzy w okresie od 1 grudnia 1943 do 25 lipca 1944 roku brali udział w walkach w trakcie kampanii włoskiej. 
Ustawa ta jedynie ustanawiała to odznaczenie, a regulamin oraz wygląd został ustanowiony dekretem premiera Francji z dnia 10 października 1953 roku.

## Zasady nadawania
Zgodnie z dekretem medal nadawany był wszystkim oficerom i żołnierzom Francuskiego Korpusu Ekspedycyjnego, którzy w okresie od 1 grudnia 1943 roku do 25 lipca 1944 roku służyli w korpusie. Medal był nadawany zarówno obywatelom francuskim, jak również cudzoziemcom, o ile w wymienionym okresie służyli w korpusie. Cudzoziemcy mogli być nagrodzeni tym odznaczeniem, w przypadku uzyskania na to zgody własnego kraju. 
Medal ten nie był nadawany osobom, które w czasie służby we Francuskim Korpusie Ekspedycyjne zostały ukarane karą więzienia lub dopuściły się czynów niehonorowych.

## Opis odznaki
Odznaką medalu jest okrągły krążek o średnicy 36 mm, wykonany z posrebrzanego brązu. Na awersie w środkowej części znajduje się rysunek koguta galijskiego, jednego z symboli Francji, na tle słońca. Wokół niego jest napis CORPS EXPÉDITIONNAIRE FRANÇAIS d’ITALIE 1943-1944 (pol. Francuski Korpus Ekspedycyjny we Włoszech 1943-1944). Wzdłuż okręgu znajduje się wieniec utworzony z liści laurowych. Na rewersie w środkowej części jest napis CEF (skrót od Corps Expéditionnaire Français), który otacza napis REPUBLIQUE FRANÇAISE (pol. Republika Francuska), a w dolnej części znajduje się gwiazda oraz napis: CARLIER DEL BENARD S.C.. Wzdłuż okręgu medalu jest wieniec z liści laurowych.
Medal zawieszony jest na wstążce, składającej się z naprzemiennie położonych pasków: czerwonych (7 pasków) i białych (6 pasków).